# Kaya Matsutani
Kaya Matsutani (Sapporo, 20 settembre 1970) è una doppiatrice giapponese.

## Anime
- Air Tolenico II (Infel)
- Bleach (Rangiku Matsumoto)
- Detective Conan (Kijima Yayoi, ep 377-378)
- Higashi no Eden (Morimi Asako)
- Flame Of Recca (Neon)
- Pretty Cure e Pretty Cure Max Heart (Regina della Luce)
- Great Teacher Onizuka (Nao Kadena)
- Sakura Wars (Diana Caprice)
- Saiyuki (Kouran)
- Weiss Kreuz Gluhen (Shiel)
- Aikatsu! (Orihime Mitsuishi)

## OAV
- Dogs: Bullets & Carnage (Milena)
- One Piece: Romance Dawn Story (Silk)

## Film d'animazione
- Bleach: Memories of Nobody (Rangiku Matsumoto)
- Bleach: The DiamondDust Rebellion (Rangiku Matsumoto)
- Bleach: Fade to Black (Rangiku Matsumoto)
- Cinderella Man: The Movie (Casei)

## Videogiochi
- Ar tonelico II: Melody of Metafalica (Infel)
- Bleach: Shattered Blade (Rangiku Matsumoto)
- Bleach: Soul Resurrección (Rangiku Matsumoto)
- Bleach: Brave Souls (Rangiku Matsumoto)
- Granblue Fantasy (Queen of the Garden of Light)
- Monster Hunter Stories 2: Wings of Ruin (Yoomlana)
- Sakura Wars: So Long, My Love (Diana Caprice)
- Trinity: Souls of Zill O'll (Kheryuneia)